# Fred Clarke
Fred Clifford Clarke (Winterset, Iowa, 3 de octubre de 1872-Winfield, Kansas, 14 de agosto de 1960), más conocido como Fred Clarke, fue un jugador profesional estadounidense de béisbol que se desempeñó en la posición de jardinero izquierdo en las Grandes Ligas de Béisbol (MLB). Es miembro del Salón de la Fama del Béisbol.

## Carrera
Clarke jugó como profesional seis temporadas en Louisville Colonels (1894-1899), después pasó a Pittsburgh Pirates, donde jugó quince temporadas (1900-1911, 1913-1915), y fue el equipo en el que se retiró.

## Reconocimiento
En 1945, ingresó como miembro al Salón de la Fama del Béisbol.